# Marionana paulianalis
Marionana paulianalis är en fjärilsart som beskrevs av Pierre E.L. Viette 1953. Marionana paulianalis ingår i släktet Marionana och familjen mott. Inga underarter finns listade i Catalogue of Life.